# Camden-on-Gauley (Virginia Occidental)
Camden-on-Gauley es un pueblo ubicado en el condado de Webster en el estado estadounidense de Virginia Occidental. En el Censo de 2010 tenía una población de 169 habitantes y una densidad poblacional de 195,95 personas por km².

## Geografía
Camden-on-Gauley se encuentra ubicado en las coordenadas 38°22′8″N 80°35′51″O / 38.36889, -80.59750. Según la Oficina del Censo de los Estados Unidos, Camden-on-Gauley tiene una superficie total de 0.86 km², de la cual 0.84 km² corresponden a tierra firme y (2.4%) 0.02 km² es agua.

## Demografía
Según el censo de 2010, había 169 personas residiendo en Camden-on-Gauley. La densidad de población era de 195,95 hab./km². De los 169 habitantes, Camden-on-Gauley estaba compuesto por el 100% blancos, el 0% eran afroamericanos, el 0% eran amerindios, el 0% eran asiáticos, el 0% eran isleños del Pacífico, el 0% eran de otras razas y el 0% pertenecían a dos o más razas. Del total de la población el 0% eran hispanos o latinos de cualquier raza.